# Babuganj
Babuganj (en bengali : বাবুগঞ্জ) est une upazila du Bangladesh dans le district de Barisal. En 1991, on y dénombrait 135 905 habitants.